# Smyrna (Delaware)
Smyrna è una città degli Stati Uniti, situata a cavallo fra le contee di Kent e di New Castle nello Stato del Delaware. Appartiene alla regione micropolitana di Dover. Secondo una stima del 2006 del Census Bureau, la popolazione era di 7.413 abitanti.

## Geografia fisica
Smyrna è situata al centro dello Stato, lungo le sponde del fiume omonimo, ed è posta a 10 metri sul livello del mare.
Secondo i dati dello United States Census Bureau, la città si estende su una superficie di 9,7 km², dei quali 9,5 km² sono costituiti da terre, mentre 0,2 km² sono occupati da acque, corrispondenti al 2,13% dell'estensione totale.

## Popolazione
Secondo un censimento del 2000, a Smyrna vivevano 5.679 persone, ed erano presenti 1.462 gruppi familiari. La densità di popolazione invece era di 595,8ab./km². Nel territorio comunale erano presenti 2.242 unità edificate. Per quanto riguarda la composizione etnica della popolazione, il 72,88% era composto da bianchi, il 22,42% da afroamericani, lo 0,51% da nativi americani e lo 0,56% da asiatici. Il restante 3,62% della popolazione infine appartiene ad altre razze.
Per quanto riguarda invece la suddivisione della popolazione in fasce d'età, il 27,1% era al di sotto dei 18 anni, l'8.7% era fra i 18 e i 24, il 29,1% fra i 25 e i 44, il 18,3% fra 45 e i 64, infine il 16,9% degli abitanti aveva più di 65 anni. L'età media della popolazione è di 35 anni. Per ogni 100 donne vivevano 82,7 maschi.